# 유유의 제1차 북벌
유유의 제1차 북벌 또는 유유의 남연 정벌은 409년 동진의 실권자 유유(劉裕)가 북벌하여 남연을 멸한 전쟁이다.

## 북벌 이전
404년 유유는 공제 사마덕종으로부터 선양을 받은 환현을 격파하고 동진을 재건했다. 유유는 환씨의 잔당을 격파하고 동진을 비교적 안정시켰지만, 그를 견제하는 자들과 노순이 이끄는 손은의 잔존세력이 남아있었다. 409년에 남연의 군주 모용초가 동진의 영토를 약탈하자 4월 11일, 유유는 남연을 멸하고 자신의 입지를 강화하기 위해 건강을 떠나 북벌을 실시했다.

## 임구 전투
유유는 사수를 따라 하비에 당도한 뒤, 더 진격하여 낭야에 이르렀다. 유유의 부장들은 모용초가 대현산의 험준함을 이용하여 청야작전을 펼칠 것을 염려했지만 유유는 모용초가 그 계책을 쓰지 않을 것이라고 예측했다. 한편 공손오루는 모용초에게 대현산이라는 험지를 이용하자고 했으나 유유의 예상대로 모용초는 이를 따르지 않았다. 유유는 남연군의 방해없이 대현산을 통과한 뒤, 임구의 남쪽에서 남연군과 교전했다. 쉽게 승부가 나지 않자 유유는 남연군이 대부분 전투하려 임구성 밖으로 나와있는 틈을 타, 임구를 급습하여 점령했다. 임구가 함락되자 남연군의 사기는 떨어졌고 동진군은 전투에서 크게 승리했다. 모용초는 이에 수도인 광고에서 농성을 준비했다.

## 후진의 위협
유유는 광고를 포위하고 6월 19일 외성을 함락시켰다. 내성으로 도망친 모용초는 장강과 한범을 사신으로 후진에 보냈다. 장강은 도중에 유유에게 잡혔고, 유유는 장강에게 광고의 내성을 돌며, 후진이 구원군을 보낼 수 없다고 외치게 했다. 나중에 보내진 한범은 후진의 요흥에게 도달했다. 요흥은 유유에게 철군하지 않으면 공격할 것이라고 협박했다. 유유는 후진의 사신에 연을 멸하고 곧 낙양을 함락시킬 것이라고 역으로 위협을 가했다. 유유의 참모 유목지가 후진의 지원군 파견을 걱정했으나 유유는 "요흥이 실제로 전투를 벌이고자 한다면 신속히 군사를 일으킬 것이지 사자를 보내 이를 아군에 알리지 않을 것이다"라고 말했다.

## 광고 완전 함락
유유의 포위는 계속되었고 공손오루가 역습을 했으나 실패했다. 유유는 410년 봄, 총공격을 가하여 광고를 함락시키고 모용초를 건강에 압송했다.